# Virtual Institute of Nano Films
Виртуальный институт по нанопленкам (VINF) — некоммерческая организация, зарегистрированная в Бельгии 22 марта 2007 года. Её целью является преодоление фрагментации европейских исследований в области функциональных тонких плёнок. VINF объединяет европейских экспертов, работающих в области тонких плёнок (осаждение, исследование, индустриализация и т. д.).

## История
В рамках 6-й рамочной программы Евросоюза Европейская комиссия финансировала проект Excell (NoE). Идея создания проекта по нанопленкам связана с тем, что европейские исследования в этой области сильно разобщены, что является непродуктивным и экономически невыгодным с точки зрения развития новых технологий и разработки новой продукции. Для преодоления фрагментарности исследований Европейская комиссия приняла решение о финансировании проекта Excell NoE (проект 5157032). Одной из основных целей проекта являлось создание независимой организации для обеспечения взаимодействия европейских экспертов в области тонких плёнок. Консорциум, сформированный из 12 ведущих европейских институтов был создан как некоммерческая организация и зарегистрирован в Бельгии. 22 марта 2007 года членами-учредителями были подписаны соглашения и регламент, а 25 октября 2007 года был издан официальный указ.

## Цели
Целью VINF является создание наилучших условий для европейских научных организаций и промышленных компаний, которые позволят им находиться на передовой технологического развития тонких плёнок и помогут им развивать как можно лучше этот бизнес в Европе. Также целью VINF является преодоление разрыва между научной деятельностью и промышленным применением.

## Деятельность
VINF наметил различные пути для осуществления поставленных целей.

### Совместные контракты
VINF и его члены проводят совместные научные исследования в области многофункциональных тонких плёнок, направленные на воплощение новых научных и технологических идей. Институт активно участвует в исследовательских программах на Европейском, национальном и региональном уровнях.
Институт принимает участие в проекте Nanoindent, направленном на накоплении, систематизации, улучшении и представлении европейской деятельности в области наномеханических испытаний, связанной с оборудованием, методиками и методами анализа материалов.

### Аналитическая деятельность
Эксперты VINF занимаются прогнозированием, сбором технической информации и составлением плана проведения научных исследований.

### Конференции и семинары
VINF организует семинары по передовым исследованиям, проводит рабочие совещания в рамках деятельности VINF и семинары по всей Европе для определения на государственном уровне ключевых фигур, занимающихся тонкими плёнками.
Раз в два года VINF проводит Европейскую конференцию по нанопленкам. Первая конференция состоялась в Льеже в Бельгии в марте 2010 года. Вторая конференция будет проводиться в Анконе, в Италии в июне 2012 года.

### Обучение
VINF организует Европейскую магистерскую школу, состоящую из нескольких модулей, включающих лекции и практические занятия, посвящённые научно-технологическим аспектам в области нанопленок.

### Техническая поддержка
Эксперты осуществляют индивидуальную техническую поддержку при проведении как простых тестов, так и комплексных исследований.

### Европейская технологическая платформа
VINF является членом NANOfutures, Европейской платформы нового поколения, направленной на интеграцию европейских исследований в области нанотехнологий.

### Информационные ресурсы
С целью обеспечения эффективного обмена информацией в области тонких плёнок Институт издаёт информационные бюллетени, имеет официальный веб-сайт.

## Состав VINF
VINF — это объединение как учреждений, так и людей, ежегодно оплачивающих членские взносы. Члены — учредители имеют статус членов правления, дающий им право голоса в Генеральной Ассамблее. Члены, которые присоединятся к VINF, являются его партнёрами, не имеющими права голоса в Генеральной Ассамблее. При определённых условиях, описанных в Уставе VINF, партнёр может стать членом правления.

## Действующие Члены
- ArcelorMittal[4]
- Мюнхенский технический университет[5]
- Кембриджский университет[6]
- Центр химических исследований Венгерской Академии наук[7]
- Франкфуртский институт передовых исследований[8]
- Национальный исследовательский технологический университет «МИСиС»[9]
- Université Libre de Bruxelles[10]
- Технический факультет Политехнического университета в Марше[11]
- Solvay[12]
- Технион — Израильский технологический университет[13]
- Tekniker[14]
- Институт материаловедения в Севильи[15]
- Ноттингемский университет[16]
- Институт спектроскопии Российской Академии наук[17]
- Nanofab[18]
- Космический цент в Льеже[19]
- Исследовательский центр Materia Nova университета Mons[20]
- Eurogroup Consulting Belgium[21]

## Структура
Виртуальным институтом по нанопленкам управляет Генеральная Ассамблея, в которую входят все члены правления, обладающие правом голоса. Генеральная Ассамблея собирается один раз в год, в марте. Повседневно управление Организацией осуществляется Генеральным директором VINF, который входит в состав Исполнительного комитета. Действующий Исполнительный комитет, избранный в 2007 году на 4 года состоит из:
- Президент: проф. Marie-Paule Delplancke, Université libre de Bruxelles (Бельгия)
- Вице-президент: проф. Elazar Gutamanas, Технион (Израиль)
- Казначейство: Проф. Andrey Solov’yev’, Франкфуртский институт передовых исследований (Германия)
- Секретарь: д-р Peter Nagy, Химический исследовательский центр Венгерской Академии наук (Венгрия)
- Начальник отдела маркетинга и коммуникаций: д-р Marie Haidopoulo, ArcelorMittal (Бельгия)